# Johann Anetseder
Johann Anetseder (* 7. Oktober 1898 in Thyrnau; † 12. Dezember 1948 ebenda) war ein deutscher Politiker (CSU). Er war Abgeordneter in der ersten Legislaturperiode im Landtag von Bayern.

## Leben
Anetseder war erst im landwirtschaftlichen Betrieb der Eltern tätig, bevor er im Jahr 1916 zum Wehrdienst musste. Erst 1919 kehrte er zurück und besuchte anschließend die Landwirtschaftsschule in Passau. Im Jahr 1921 übernahm er den Hof seiner Eltern, mitsamt einer Ziegelei und einem Elektrizitätswerk, die er fortan betrieb. Anetseder wurde 1930 zum Bürgermeister der Gemeinde Kellberg (heute zu Thyrnau) gewählt und war der Geschäftsführer der Bezirksbauernkammer Passau. Außerdem war er Mitglied der Kreisbauernkammer in Landshut. Er war vor 1933 im Vorstand des christlichen Bauernvereins und wurde 1933 kurzzeitig verhaftet. Im Jahr 1945 wurde er erneut Bürgermeister von Kellberg und außerdem Bezirksobmann des Bayerischen Bauernverbands Passau. Am 1. Dezember 1946 zog er in den Landtag von Bayern ein. Während der laufenden Wahlperiode starb er, als sein Nachfolger rückte über die bayrische Landesliste der Abgeordnete Anton Maier nach.

## Weblink
- Johann Anetseder in der Parlamentsdatenbank des Hauses der Bayerischen Geschichte in der Bavariathek

| Personendaten    | Personendaten                  |
| ---------------- | ------------------------------ |
| NAME             | Anetseder, Johann              |
| KURZBESCHREIBUNG | deutscher Politiker (CSU), MdL |
| GEBURTSDATUM     | 7. Oktober 1898                |
| GEBURTSORT       | Thyrnau                        |
| STERBEDATUM      | 12. Dezember 1948              |
| STERBEORT        | Thyrnau                        |